# Obernberger Seebach
Der Seebach oder Obernberger Seebach ist ein Bach in Tirol mit einer Länge von rund 12 km. Er entspringt den Stubaier Alpen am Alpenhauptkamm südwestlich vom Brennerpass. Anfangs fließt er nach Norden, durchfließt den Obernberger See und wendet sich dann nach Nordosten. Der Bach durchfließt das Obernberger Tal, passiert den Ort Obernberg am Brenner und mündet bei Gries am Brenner in die Sill. Auf den ersten 5 km von der Quelle bis Obernberg weist der Bach ein durchschnittliches Gefälle von rund 10 % auf. Der Talboden um Obernberg ist relativ eben, erst am Talausgang fällt der Bach in einem engen Kerbtal wieder steil zum Wipptal ab.
Der mittlere Abfluss am Pegel Gries am Brenner, 60 m oberhalb der Mündung, beträgt 1,9 m³/s, was einer Abflussspende von 32,6 l/s·km² entspricht. Der Bach weist ein nivales Abflussregime mit moderater Amplitude auf. Das Abflussmaximum im Juni beträgt gut das Fünffache des Minimums im Februar. Früher war der Bach wegen Hochwasser gefürchtet, an gefährlichen Stellen wurde er jedoch begradigt, seine natürliche Umgebung aber nur unwesentlich verändert.
Der Obernberger Seebach versorgt Obernberg und Umgebung mit Trinkwasser. Ab dem breiteren Mittellauf leben in ihm zahlreiche Fische wie z. B. Regenbogenforellen und Elritzen. Die Gewässergüteklasse beträgt durchwegs Stufe I.
Die Wasserkraft des Baches wird seit vielen Jahrhunderten genutzt, wovon mehrere alte Mühlen in Obernberg (Fradermühle, Michelsmühle, Alte Kirchensäge) zeugen. In Vinaders und Gries befinden sich zwei Kraftwerke, die zusammen rund 8 GWh Strom pro Jahr erzeugen.

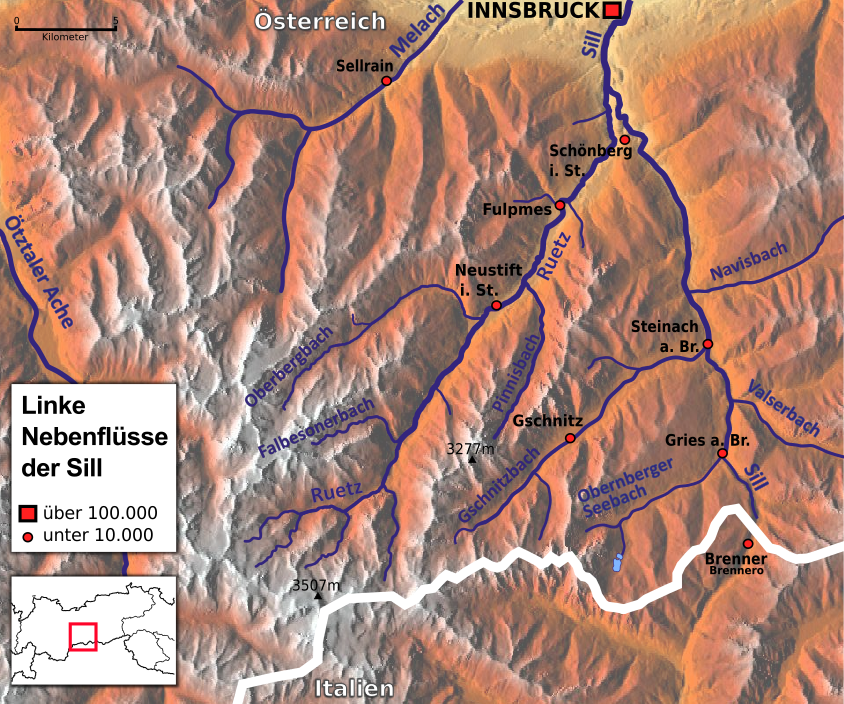
Flussverlauf des Obernberger Seebach